# Frislaidis Martínez
Frislaidis Martínez Despaine, född 2 juli 1997, är en kubansk taekwondoutövare.

## Karriär
I oktober 2023 tog Martínez brons tillsammans med Arlettys Acosta och Marlyn Pérez i lagtävlingen vid panamerikanska spelen i Santiago.